# Saison NBA 2000-2001
Navigation
Saison 1999-2000 Saison 2001-2002
La saison NBA 2000-2001 est la 52e saison de la NBA (la 55e en comptant les 3 saisons de BAA). Elle se termine sur la victoire des Lakers de Los Angeles face aux 76ers de Philadelphie, 4 victoires à 1.

## Faits notables
- Le All-Star Game 2001 s'est déroulé au MCI Center de Washington, D.C.. Les All-Star de l'Est ont battu les All-Star de l'Ouest 111-110. Allen Iverson a été élu Most Valuable Player.
- Après avoir remporté seulement 56 victoires en saison régulière, les Lakers de Los Angeles remportent leur second titre consécutif après avoir réalisé le meilleur parcours de l'histoire de la NBA en play-off avec 15 victoires pour une seule défaite.
- Les Grizzlies jouent leur dernière saison à Vancouver.
- Les Rockets de Houston terminent avec le meilleur bilan de l'histoire pour une équipe ne se qualifiant pas en play-off (54,9 %).
- Les Mavericks de Dallas jouent leur dernière rencontre à la Reunion Arena.
- Les Sixers de Philadelphie réalisent une des meilleures saisons de leur histoire. Allen Iverson remporte le titre de MVP de la saison régulière, Larry Brown remporte le titre de Coach of the Year, Dikembe Mutombo remporte le trophée de Defensive Player of the Year et Aaron McKie celui de Sixth Man of the Year.
- Stephon Marbury inscrit 50 points et délivre 12 passes décisives contre les Lakers de Los Angeles, il rejoint Oscar Robertson (56 points - 12 passes en 1963-1964) et Michael Jordan (57-10 en 1992-93) dans le cercle très fermé des joueurs ayant marqué plus de 50 points et 10 passes décisives dans le même match.
- Allen Iverson devient le seul joueur (avec Michael Jordan à trois reprises en 1988, 1990 et 1993) à avoir été meilleur marqueur et meilleur intercepteur lors d'une même saison NBA.
- Dikembe Mutombo remporte son quatrième titre de NBA Defensive Player of the Year, record absolu en la matière qui sera plus tard égalé par Ben Wallace.

## Classements de la saison régulière
| Champion de division | Qualifié pour les playoffs | Non qualifié pour les playoffs |

### Par division
| Division Atlantique   | V  | D  | PCT  | GB |
| --------------------- | -- | -- | ---- | -- |
| 76ers de Philadelphie | 56 | 26 | 68.3 | -  |
| Heat de Miami         | 50 | 32 | 61.0 | 6  |
| Knicks de New York    | 48 | 34 | 58.5 | 8  |
| Magic d'Orlando       | 43 | 39 | 52.4 | 13 |
| Celtics de Boston     | 36 | 46 | 43.9 | 20 |
| Nets du New Jersey    | 26 | 56 | 31.7 | 30 |
| Wizards de Washington | 19 | 63 | 23.2 | 37 |

| Division Centrale      | V  | D  | PCT  | GB |
| ---------------------- | -- | -- | ---- | -- |
| Bucks de Milwaukee     | 52 | 30 | 63.4 | -  |
| Raptors de Toronto     | 47 | 35 | 57.3 | 5  |
| Hornets de Charlotte   | 46 | 36 | 56.1 | 6  |
| Pacers de l'Indiana    | 41 | 41 | 50.0 | 11 |
| Pistons de Détroit     | 32 | 50 | 39.0 | 20 |
| Cavaliers de Cleveland | 30 | 52 | 36.6 | 22 |
| Hawks d'Atlanta        | 25 | 57 | 30.5 | 27 |
| Bulls de Chicago       | 15 | 67 | 18.3 | 37 |

| Division Midwest          | V  | D  | PCT  | GB |
| ------------------------- | -- | -- | ---- | -- |
| Spurs de San Antonio      | 58 | 24 | 70.7 | -  |
| Jazz de l'Utah            | 53 | 29 | 64.6 | 5  |
| Mavericks de Dallas       | 53 | 29 | 64.6 | 5  |
| Timberwolves du Minnesota | 47 | 35 | 57.3 | 11 |
| Rockets de Houston        | 45 | 37 | 54.9 | 13 |
| Nuggets de Denver         | 40 | 42 | 48.8 | 18 |
| Grizzlies de Vancouver    | 23 | 59 | 28.0 | 35 |

| Division Pacifique        | V  | D  | PCT  | GB |
| ------------------------- | -- | -- | ---- | -- |
| Lakers de Los Angeles C   | 56 | 26 | 68.3 | -  |
| Kings de Sacramento       | 55 | 27 | 67.1 | 1  |
| Suns de Phoenix           | 51 | 31 | 62.2 | 5  |
| Trail Blazers de Portland | 50 | 32 | 61.0 | 6  |
| SuperSonics de Seattle    | 44 | 38 | 53.7 | 12 |
| Clippers de Los Angeles   | 31 | 51 | 37.8 | 25 |
| Warriors de Golden State  | 17 | 65 | 20.7 | 39 |

### Par conférence
| Conférence Est | Conférence Est         | Conférence Est | Conférence Est | Conférence Est |
| No             | Franchise              | Vic.           | Déf.           | PCT            |
| -------------- | ---------------------- | -------------- | -------------- | -------------- |
| 1              | 76ers de Philadelphie  | 56             | 26             | 68.3           |
| 2              | Bucks de Milwaukee     | 52             | 30             | 63.4           |
| 3              | Heat de Miami          | 50             | 32             | 61.0           |
| 4              | Knicks de New York     | 48             | 34             | 58.5           |
| 5              | Raptors de Toronto     | 47             | 35             | 57.3           |
| 6              | Hornets de Charlotte   | 46             | 36             | 56.1           |
| 7              | Magic d'Orlando        | 43             | 39             | 52.4           |
| 8              | Pacers de l'Indiana    | 41             | 41             | 50.0           |
|                |                        |                |                |                |
| 9              | Celtics de Boston      | 36             | 46             | 43.9           |
| 10             | Pistons de Détroit     | 32             | 50             | 39.0           |
| 11             | Cavaliers de Cleveland | 30             | 52             | 36.6           |
| 12             | Nets du New Jersey     | 26             | 56             | 31.7           |
| 13             | Hawks d'Atlanta        | 25             | 57             | 30.5           |
| 14             | Wizards de Washington  | 19             | 63             | 23.2           |
| 15             | Bulls de Chicago       | 15             | 67             | 18.3           |

| Conférence Ouest | Conférence Ouest          | Conférence Ouest | Conférence Ouest | Conférence Ouest |
| No               | Franchise                 | Vic.             | Déf.             | PCT              |
| ---------------- | ------------------------- | ---------------- | ---------------- | ---------------- |
| 1                | Spurs de San Antonio      | 58               | 24               | 70.7             |
| 2                | Lakers de Los Angeles C   | 56               | 26               | 68.3             |
| 3                | Kings de Sacramento       | 55               | 27               | 67.1             |
| 4                | Jazz de l'Utah            | 53               | 29               | 64.6             |
| 5                | Mavericks de Dallas       | 53               | 29               | 64.6             |
| 6                | Suns de Phoenix           | 51               | 31               | 62.2             |
| 7                | Trail Blazers de Portland | 50               | 32               | 61.0             |
| 8                | Timberwolves du Minnesota | 47               | 35               | 57.3             |
|                  |                           |                  |                  |                  |
| 9                | Rockets de Houston        | 45               | 37               | 54.9             |
| 10               | Supersonics de Seattle    | 44               | 38               | 53.7             |
| 11               | Nuggets de Denver         | 40               | 42               | 48.8             |
| 12               | Clippers de Los Angeles   | 31               | 51               | 37.8             |
| 13               | Grizzlies de Vancouver    | 23               | 59               | 28.0             |
| 14               | Warriors de Golden State  | 17               | 65               | 20.7             |

C - Champions NBA

## Playoffs
|  | 1er tour         | 1er tour                  | 1er tour              |   |                       | Demi-finales de Conférence | Demi-finales de Conférence | Demi-finales de Conférence |  |   | Finales de Conférence | Finales de Conférence | Finales de Conférence |  |    | Finales NBA           | Finales NBA | Finales NBA |
|  |                  |                           |                       |   |                       |                            |                            |                            |  |   |                       |                       |                       |  |    |                       |             |             |
|  | 1                | 76ers de Philadelphie     | 3                     |   |                       |                            |                            |                            |  |   |                       |                       |                       |  |    |                       |             |             |
|  | 8                | Pacers de l'Indiana       | 1                     |   |                       |                            |                            |                            |  |   |                       |                       |                       |  |    |                       |             |             |
|  | 8                | Pacers de l'Indiana       | 1                     |   | 1                     | 76ers de Philadelphie      | 4                          |                            |  |   |                       |                       |                       |  |    |                       |             |             |
|  |                  |                           |                       |   | 1                     | 76ers de Philadelphie      | 4                          |                            |  |   |                       |                       |                       |  |    |                       |             |             |
|  |                  | 5                         | Raptors de Toronto    | 3 |                       |                            |                            |                            |  |   |                       |                       |                       |  |    |                       |             |             |
|  | 4                | 5                         | Raptors de Toronto    | 3 | Knicks de New York    | 2                          |                            |                            |  |   |                       |                       |                       |  |    |                       |             |             |
|  | 4                |                           |                       |   | Knicks de New York    | 2                          |                            |                            |  |   |                       |                       |                       |  |    |                       |             |             |
|  | 5                | Raptors de Toronto        | 3                     |   |                       |                            |                            |                            |  |   |                       |                       |                       |  |    |                       |             |             |
|  | 5                | Raptors de Toronto        | 3                     |   |                       |                            |                            |                            |  | 1 | 76ers de Philadelphie | 4                     |                       |  |    |                       |             |             |
|  | Conférence Est   |                           |                       |   |                       |                            |                            |                            |  | 1 | 76ers de Philadelphie | 4                     |                       |  |    |                       |             |             |
|  |                  | 2                         | Bucks de Milwaukee    | 3 |                       |                            |                            |                            |  |   |                       |                       |                       |  |    |                       |             |             |
|  | 3                | 2                         | Bucks de Milwaukee    | 3 | Heat de Miami         | 0                          |                            |                            |  |   |                       |                       |                       |  |    |                       |             |             |
|  | 3                |                           |                       |   | Heat de Miami         | 0                          |                            |                            |  |   |                       |                       |                       |  |    |                       |             |             |
|  | 6                | Hornets de Charlotte      | 3                     |   |                       |                            |                            |                            |  |   |                       |                       |                       |  |    |                       |             |             |
|  | 6                | Hornets de Charlotte      | 3                     |   | 6                     | Hornets de Charlotte       | 3                          |                            |  |   |                       |                       |                       |  |    |                       |             |             |
|  |                  |                           |                       |   | 6                     | Hornets de Charlotte       | 3                          |                            |  |   |                       |                       |                       |  |    |                       |             |             |
|  |                  | 2                         | Bucks de Milwaukee    | 4 |                       |                            |                            |                            |  |   |                       |                       |                       |  |    |                       |             |             |
|  | 2                | 2                         | Bucks de Milwaukee    | 4 | Bucks de Milwaukee    | 3                          |                            |                            |  |   |                       |                       |                       |  |    |                       |             |             |
|  | 2                |                           |                       |   | Bucks de Milwaukee    | 3                          |                            |                            |  |   |                       |                       |                       |  |    |                       |             |             |
|  | 7                | Magic d'Orlando           | 1                     |   |                       |                            |                            |                            |  |   |                       |                       |                       |  |    |                       |             |             |
|  | 7                | Magic d'Orlando           | 1                     |   |                       |                            |                            |                            |  |   |                       |                       |                       |  | E1 | 76ers de Philadelphie | 1           |             |
|  |                  |                           |                       |   |                       |                            |                            |                            |  |   |                       |                       |                       |  | E1 | 76ers de Philadelphie | 1           |             |
|  |                  | W2                        | Lakers de Los Angeles | 4 |                       |                            |                            |                            |  |   |                       |                       |                       |  |    |                       |             |             |
|  | 1                | W2                        | Lakers de Los Angeles | 4 | Spurs de San Antonio  | 3                          |                            |                            |  |   |                       |                       |                       |  |    |                       |             |             |
|  | 1                |                           |                       |   | Spurs de San Antonio  | 3                          |                            |                            |  |   |                       |                       |                       |  |    |                       |             |             |
|  | 8                | Timberwolves du Minnesota | 1                     |   |                       |                            |                            |                            |  |   |                       |                       |                       |  |    |                       |             |             |
|  | 8                | Timberwolves du Minnesota | 1                     |   | 1                     | Spurs de San Antonio       | 4                          |                            |  |   |                       |                       |                       |  |    |                       |             |             |
|  |                  |                           |                       |   | 1                     | Spurs de San Antonio       | 4                          |                            |  |   |                       |                       |                       |  |    |                       |             |             |
|  |                  | 5                         | Mavericks de Dallas   | 1 |                       |                            |                            |                            |  |   |                       |                       |                       |  |    |                       |             |             |
|  | 4                | 5                         | Mavericks de Dallas   | 1 | Jazz de l'Utah        | 2                          |                            |                            |  |   |                       |                       |                       |  |    |                       |             |             |
|  | 4                |                           |                       |   | Jazz de l'Utah        | 2                          |                            |                            |  |   |                       |                       |                       |  |    |                       |             |             |
|  | 5                | Mavericks de Dallas       | 3                     |   |                       |                            |                            |                            |  |   |                       |                       |                       |  |    |                       |             |             |
|  | 5                | Mavericks de Dallas       | 3                     |   |                       |                            |                            |                            |  | 1 | Spurs de San Antonio  | 0                     |                       |  |    |                       |             |             |
|  | Conférence Ouest |                           |                       |   |                       |                            |                            |                            |  | 1 | Spurs de San Antonio  | 0                     |                       |  |    |                       |             |             |
|  |                  | 2                         | Lakers de Los Angeles | 4 |                       |                            |                            |                            |  |   |                       |                       |                       |  |    |                       |             |             |
|  | 3                | 2                         | Lakers de Los Angeles | 4 | Kings de Sacramento   | 3                          |                            |                            |  |   |                       |                       |                       |  |    |                       |             |             |
|  | 3                |                           |                       |   | Kings de Sacramento   | 3                          |                            |                            |  |   |                       |                       |                       |  |    |                       |             |             |
|  | 6                | Suns de Phoenix           | 1                     |   |                       |                            |                            |                            |  |   |                       |                       |                       |  |    |                       |             |             |
|  | 6                | Suns de Phoenix           | 1                     |   | 3                     | Kings de Sacramento        | 0                          |                            |  |   |                       |                       |                       |  |    |                       |             |             |
|  |                  |                           |                       |   | 3                     | Kings de Sacramento        | 0                          |                            |  |   |                       |                       |                       |  |    |                       |             |             |
|  |                  | 2                         | Lakers de Los Angeles | 4 |                       |                            |                            |                            |  |   |                       |                       |                       |  |    |                       |             |             |
|  | 2                | 2                         | Lakers de Los Angeles | 4 | Lakers de Los Angeles | 3                          |                            |                            |  |   |                       |                       |                       |  |    |                       |             |             |
|  | 2                |                           |                       |   | Lakers de Los Angeles | 3                          |                            |                            |  |   |                       |                       |                       |  |    |                       |             |             |
|  | 7                | Trail Blazers de Portland | 0                     |   |                       |                            |                            |                            |  |   |                       |                       |                       |  |    |                       |             |             |

### Leaders statistiques de la saison régulière
| Catégorie                      | Joueur           | Équipe                 | Statistiques |
| ------------------------------ | ---------------- | ---------------------- | ------------ |
| Points par match               | Allen Iverson    | 76ers de Philadelphie  | 31,1         |
| Rebonds par match              | Dikembe Mutombo  | Hawks d'Atlanta        | 13,5         |
| Passes par match               | Jason Kidd       | Suns de Phoenix        | 9,8          |
| Interceptions                  | Allen Iverson    | 76ers de Philadelphie  | 2,5          |
| Contres par match              | Theo Ratliff     | 76ers de Philadelphie  | 3,7          |
| Pourcentage aux tirs           | Shaquille O'Neal | Lakers de Los Angeles  | 57,2         |
| Pourcentage aux lancers-francs | Reggie Miller    | Pacers de l'Indiana    | 92,8         |
| Pourcentage à 3 points         | Brent Barry      | SuperSonics de Seattle | 47,6         |

## Récompenses individuelles
- Most Valuable Player : Allen Iverson, Sixers de Philadelphie
- Rookie of the Year : Mike Miller, Magic d'Orlando
- Defensive Player of the Year : Dikembe Mutombo, Sixers de Philadelphie/Hawks d'Atlanta
- Sixth Man of the Year : Aaron McKie, Sixers de Philadelphie
- Most Improved Player : Tracy McGrady, Magic d'Orlando
- Coach of the Year : Larry Brown, Sixers de Philadelphie
- Executive of the Year : Geoff Petrie, Kings de Sacramento
- NBA Sportsmanship Award : David Robinson, Spurs de San Antonio
- J.Walter Kennedy Sportsmanship Award : Dikembe Mutombo, Sixers de Philadelphie/Hawks d'Atlanta

- All-NBA First Team :
  - F - Tim Duncan, Spurs de San Antonio
  - F - Chris Webber, Kings de Sacramento
  - C - Shaquille O'Neal, Lakers de Los Angeles
  - G - Allen Iverson, Sixers de Philadelphie
  - G - Jason Kidd, Suns de Phoenix

- All-NBA Second Team :
  - F - Kevin Garnett, Timberwolves du Minnesota
  - F - Vince Carter, Raptors de Toronto
  - C - Dikembe Mutombo, Sixers de Philadelphie / Hawks d'Atlanta
  - G - Kobe Bryant, Lakers de Los Angeles
  - G - Tracy McGrady, Magic d'Orlando

- All-NBA Third Team :
  - F - Karl Malone, Jazz de l'Utah
  - F - Dirk Nowitzki, Mavericks de Dallas
  - C - David Robinson, Spurs de San Antonio
  - G - Gary Payton, SuperSonics de Seattle
  - G - Ray Allen, Bucks de Milwaukee

- NBA All-Defensive First Team
  - Tim Duncan, Spurs de San Antonio
  - Kevin Garnett, Timberwolves du Minnesota
  - Dikembe Mutombo, Sixers de Philadelphie / Hawks d'Atlanta
  - Gary Payton, SuperSonics de Seattle
  - Jason Kidd, Suns de Phoenix

- NBA All-Defensive Second Team :
  - Bruce Bowen, Heat de Miami
  - P. J. Brown, Hornets de Charlotte
  - Shaquille O'Neal, Lakers de Los Angeles
  - Kobe Bryant, Lakers de Los Angeles
  - Doug Christie, Kings de Sacramento

- NBA All-Rookie First Team :
  - Mike Miller, Magic d'Orlando
  - Kenyon Martin, Nets du New Jersey
  - Marc Jackson, Warriors de Golden State
  - Morris Peterson, Raptors de Toronto
  - Darius Miles, Clippers de Los Angeles

- NBA All-Rookie Second Team :
  - Hidayet Turkoglu, Kings de Sacramento
  - Desmond Mason, SuperSonics de Seattle
  - Courtney Alexander, Wizards de Washington
  - Marcus Fizer, Bulls de Chicago
  - Chris Mihm, Cavaliers de Cleveland

- MVP des Finales : Shaquille O'Neal, Lakers de Los Angeles